# Playa de La Griega
La playa de La Griega, también conocida como playa de Colunga, es la más cercana a Colunga, capital del concejo del mismo nombre, en la zona oriental del Principado de Asturias (España). El río Colunga o Libardón desemboca en la propia playa, describiendo un pequeño meandro y vertiendo sus aguas en el Mar Cantábrico; al tiempo que divide la playa en dos.

## Características
- Longitud de 750 metros
- Accesos rodados
- Entorno residencial

## Servicios
- aparcamiento
- baños
- duchas
- socorristas diario
- camping
- restaurantes

## Fiestas y otras actuaciones relacionadas
En julio, durante las fiestas de Loreto, se celebra una animada jira en la playa.

## Huellas de dinosaurios
Con un recorrido desde el panel hasta las huellas de aproximadamente 600m, al este de la playa, en sus acantilados, se encuentra el famoso y espectacular yacimiento de huellas de dinosaurio. Al lado del puente de la ría tenemos un panel indicador, una senda de unos cientos de metros y excavada en la ladera de la colina, nos llevará hasta las icnitas, que aparecen aquí sobre un estrato calizo inclinado ligeramente en dirección al mar, representaron el paso de dinosaurios cuadrúpedos de tamaño gigantesco (saurópodos) que se desplazaban sobre lo que fue una antigua laguna costera fangosa hace unos 150 millones de años. 
Las enormes dimensiones de estas huellas, alguna de las cuales llega a alcanzar los 1,30 metros de diámetro, permite que se las pueda considerar entre las de mayor tamaño descubiertas hasta el momento en todo el mundo. 
En sus proximidades, y sobre el mismo estrato calizo, aparecen otras huellas tridáctilas, más difíciles de identificar por sus contornos difusos, que representan rastros de dinosaurios bípedos de menor tamaño.